# Río Azul (Futaleufú)
El río Azul es un curso natural de agua que nace en la Región de Los Lagos y fluye con dirección general sureste hasta desembocar en el río Futaleufu.

## Historia
Luis Risopatrón lo llama "río Azulado" y lo describe sucintamente en su Diccionario Jeográfico de Chile de 1924:
Azulado (Rio) 43° 17’ 72° 01'. De aguas de color azulado, corre hacia el S i se vacia en la márjen N del curso inferior del rio Futaleufu, en La Pared de Piedra. 120, p. 391; 134; i 156.

## Población, economía y ecología
La energía de parte de las aguas del río es utilizada desde 1987 en la central hidroeléctrica Río Azul, la que alimenta con energía a las comunidades desde Chaitén a Puyuhuapi, pasando por las localidades de Futaleufú, Palena, Las Juntas y Lago Verde. Al 2019 esta central genera 1.400 kW con 4 turbinas de 350 kW cada una, generando en total en el sistema 2.200 kW.